# U-17-Fußball-Weltmeisterschaft 2019
Die  18. U-17-Fußball-Weltmeisterschaft fand vom 26. Oktober bis zum 17. November 2019 in Brasilien statt. Zunächst hatte die FIFA im März 2018 das Turnier an Peru vergeben. Im Februar 2019 wurde das Turnier aber nach Visitationen in Peru den Peruanern entzogen und ein neuer Ausrichter gesucht. Im März 2019 wurde dann Brasilien als neuer Ausrichter bekannt gegeben. Brasilien richtet damit erstmals ein FIFA-Junioren-Turnier aus. Titelverteidiger war England, das sich aber nicht qualifizieren konnte. Spielberechtigt waren Spieler der Jahrgänge 2002, 2003 und 2004. Gastgeber Brasilien konnte das Finale gegen Mexiko für sich entscheiden und sicherte sich damit zum vierten Mal den Weltmeistertitel in dieser Altersklasse.

## Wahl des Austragungsortes
Für das Turnier hatten sich Peru und Ruanda als Ausrichter beworben, Ruanda zog aber seine Bewerbung im März 2018 zurück. Damit blieb Peru als einziger Bewerber, der auf der Sitzung des FIFA-Rates am 16. März 2018 in Bogotá den Zuschlag erhielt. Sie sollte vom 5. bis 27. Oktober 2019 stattfinden. Nachdem Peru das Turnier am 22. Februar 2019 entzogen wurde, wurde der brasilianische Verband um die Ausrichtung gebeten und nach Zusage wurde das Land am 15. März 2019 als neuer Ausrichter vom FIFA Council benannt. Allerdings wurde das Turnier um einen Monat verschoben, da Brasilien bereits im Juni/Juli die Copa América 2019 ausrichtete.

## Spielorte
Am 3. Juni 2019 wurden die Spielorte auf dem FIFA-Kongress in Paris bekanntgegeben. Gespielt wird in vier Stadien in drei Städten in den Bundesstaaten Goiás, Espírito Santo sowie dem Distrito Federal. Ursprünglich war das Nationalstadion in Brasília für das Eröffnungsspiel vorgesehen, fand aber im endgültigen Spielplan keine Berücksichtigung mehr.
| Gama |

| Goiânia |

| Cariacica |

| Gama |

| Goiânia |

| Cariacica |

## Teilnehmer

### Qualifikation
Für die Endrunde der U-17-Weltmeisterschaft 2019 qualifizieren sich neben dem automatisch qualifizierten Ausrichter Brasilien 23 weitere Mannschaften aus allen sechs Kontinentalverbänden. Als Qualifikation dienen dabei die U-16- bzw. U-17-Kontinentalmeisterschaften.
- Der Asiatische Verband AFC hat vier Startplätze für die Weltmeisterschaft. Diese wurden im Rahmen der U-16-Fußball-Asienmeisterschaft 2018 vergeben, welche im September und Oktober 2018 in Malaysia stattgefunden hat.
- Der Afrikanische Verband CAF hat vier Startplätze für die Weltmeisterschaft. Diese wurden im Rahmen der U-17-Fußball-Afrikameisterschaft 2019 vergeben, welche im April 2019 in Tansania stattgefunden hat.
- Der Nord- und Mittelamerikanische Verband CONCACAF hat vier Startplätze für die Weltmeisterschaft. Diese wurden im Rahmen der CONCACAF U-17-Meisterschaft 2019 vergeben, die im Mai 2019 in den USA ausgetragen wurde.
- Der Fußballverband Ozeaniens hat zwei Startplätze für die Weltmeisterschaft. Diese sollten im Rahmen der U-16-Fußball-Ozeanienmeisterschaft 2018 vergeben werden, welche im September 2018 in Honiara, der Hauptstadt der Salomonen stattgefunden hat. Zunächst qualifizierten sich die siegreichen Neuseeländer und Gastgeber Salomonen als Zweiter. Später wurde den Salomonen der Startplatz entzogen, da sie einen älteren Spieler eingesetzt haben sollen.[8] Dies wurde von den Salomonen bestritten und durch Vorlage eines Passes die Zulässigkeit des Einsatzes bewiesen, so dass der zweite Startplatz den Salomonen am 4. Mai zuerkannt wurde, die damit erstmals teilnehmen.[9][10]
- Der Europäische Verband UEFA hat fünf Startplätze für die Weltmeisterschaft. Diese wurden im Rahmen der U-17-Fußball-Europameisterschaft 2019 vergeben, die im Mai 2019 in Irland stattfand. Für diese konnten sich auch Deutschland und Österreich qualifizieren, die in eine Gruppe gelost wurden. Beide schieden aber in der Gruppenphase aus.
- Der Südamerikanische Verband CONMEBOL hat fünf Startplätze, wovon einer an Gastgeber Brasilien ging und die vier anderen bei der U-17-Fußball-Südamerikameisterschaft 2019 in Peru vergeben wurden, die vom 21. März bis 14. April 2019 stattfand.

### Qualifizierte Mannschaften
| 4 aus Asien                   | Australien  | Japan     | Südkorea    | Tadschikistan |          |
| 5 aus Europa                  | Frankreich  | Italien   | Niederlande | Spanien       | Ungarn   |
| 4 aus Afrika                  | Angola      | Kamerun   | Nigeria     | Senegal       |          |
| 4 aus Nord- und Mittelamerika | Haiti       | Kanada    | Mexiko      | USA           |          |
| 5 aus Südamerika              | Argentinien | Brasilien | Chile       | Ecuador       | Paraguay |
| 2 aus Ozeanien                | Neuseeland  | Salomonen |             |               |          |

## Vorrunde

### Auslosung
Die Auslosung fand am 11. Juli 2019 in der FIFA-Zentrale in Zürich statt. Dabei wurden die 24 Mannschaften in sechs Gruppen zu jeweils vier Teams gelost. Gastgeber Brasilien war automatisch in Topf 1 an Position A1 gesetzt. Die übrigen Mannschaften wurden basierend auf ihrem Abschneiden bei den letzten fünf Ausgaben der U-17 Fußball-Weltmeisterschaft auf die weiteren Lostöpfe verteilt. Beginnend mit den Mannschaften aus Topf 1 wurden die Mannschaften den Gruppen zugelost. Dabei konnten Mannschaften des gleichen Kontinentalverbands nicht in eine Gruppe gelost werden.
| Topf 1                                                           | Topf 2                                                              | Topf 3                                              | Topf 4                                              |
| ---------------------------------------------------------------- | ------------------------------------------------------------------- | --------------------------------------------------- | --------------------------------------------------- |
| Brasilien (Gastgeber/A1) Mexiko Nigeria Frankreich Japan Spanien | Argentinien Vereinigte Staaten Neuseeland Paraguay Ecuador Südkorea | Italien Kamerun Australien Chile Kanada Niederlande | Angola Haiti Ungarn Senegal Salomonen Tadschikistan |

### Modus
Die Vorrunde wird in sechs Gruppen mit jeweils vier Mannschaften ausgetragen. Die Gruppensieger und Zweitplatzierten, sowie die vier besten Gruppendritten, qualifizieren sich für das Achtelfinale. Die Platzierungen der Mannschaften werden nach folgenden Kriterien ermittelt:
a. Anzahl Punkte aus allen Gruppenspielen
b. Tordifferenz aus allen Gruppenspielen
c. Anzahl der in allen Gruppenspielen erzielten Tore
Schneiden zwei oder mehr Teams nach den Kriterien a.-c. gleich ab, so wird die endgültige Platzierung nach den weiteren Kriterien ermittelt:
d. Anzahl Punkte aus den Direktbegegnungen der punktgleichen Teams in den Gruppenspielen
e. Tordifferenz aus den Direktbegegnungen der punktgleichen Teams in den Gruppenspielen
f. Anzahl der in den Direktbegegnungen der punktgleichen Teams in den Gruppenspielen erzielten Tore
g. Anzahl Punkte aus der Fairplay-Wertung, ermittelt anhand der Anzahl gelber und roter Karten in allen Gruppenspielen mit folgenden Abzügen (erste gelbe Karte = −1 Punkt, zweite gelbe Karte/gelb-rote Karte = −3 Punkte, rote Karte = −4 Punkte, gelbe und rote Karte = −5 Punkte)
h. Losentscheid durch die FIFA-Organisationskommission

### Gruppe A
| Pl. | Land       | Sp. | S | U | N | Tore    | Diff. | Punkte |
| --- | ---------- | --- | - | - | - | ------- | ----- | ------ |
| 1.  | Brasilien  | 3   | 3 | 0 | 0 | 009:100 | +8    | 09     |
| 2.  | Angola     | 3   | 2 | 0 | 1 | 004:400 | ±0    | 06     |
| 3.  | Neuseeland | 3   | 1 | 0 | 2 | 002:500 | −3    | 03     |
| 4.  | Kanada     | 3   | 0 | 0 | 3 | 002:700 | −5    | 0      |

|                                                                      |   |            |           |
| 26. Oktober 2019 um 17:00 Uhr (22:00 Uhr MESZ) in Gama               |   |            |           |
| Brasilien                                                            | – | Kanada     | 4:1 (2:0) |
| 26. Oktober 2019 um 20:00 Uhr (01:00 Uhr MESZ) in Gama               |   |            |           |
| Neuseeland                                                           | – | Angola     | 1:2 (0:1) |
| 29. Oktober 2019 um 17:00 Uhr (21:00 MEZ) in Gama                    |   |            |           |
| Angola                                                               | – | Kanada     | 2:1 (1:0) |
| 29. Oktober 2019 um 20:00 Uhr (00:00 Uhr MEZ) in Gama                |   |            |           |
| Brasilien                                                            | – | Neuseeland | 3:0 (1:0) |
| 1. November 2019 um 20:00 Uhr (00:00 Uhr MESZ) in Gama               |   |            |           |
| Angola                                                               | – | Brasilien  | 0:2 (0:0) |
| 1. November 2019 um 20:00 Uhr (00:00 Uhr MESZ) in Goiânia (Olímpico) |   |            |           |
| Kanada                                                               | – | Neuseeland | 0:1 (0:1) |

### Gruppe B
| Pl. | Land       | Sp. | S | U | N | Tore    | Diff. | Punkte |
| --- | ---------- | --- | - | - | - | ------- | ----- | ------ |
| 1.  | Nigeria    | 3   | 2 | 0 | 1 | 008:600 | +2    | 06     |
| 2.  | Ecuador    | 3   | 2 | 0 | 1 | 007:600 | +1    | 06     |
| 3.  | Australien | 3   | 1 | 1 | 1 | 005:500 | ±0    | 04     |
| 4.  | Ungarn     | 3   | 0 | 1 | 2 | 006:900 | −3    | 01     |

|                                                                      |   |            |           |
| 26. Oktober 2019 um 17:00 Uhr (22:00 Uhr MESZ) in Goiânia (Olímpico) |   |            |           |
| Nigeria                                                              | – | Ungarn     | 4:2 (1:2) |
| 26. Oktober 2019 um 20:00 Uhr (01:00 Uhr MESZ) in Goiânia (Olímpico) |   |            |           |
| Ecuador                                                              | – | Australien | 2:1 (2:0) |
| 29. Oktober 2019 um 17:00 Uhr (21:00 Uhr MEZ) in Goiânia (Olímpico)  |   |            |           |
| Nigeria                                                              | – | Ecuador    | 3:2 (1:1) |
| 29. Oktober 2019 um 20:00 Uhr (00:00 Uhr MEZ) in Goiânia (Olímpico)  |   |            |           |
| Australien                                                           | – | Ungarn     | 2:2 (0:2) |
| 1. November 2019 um 17:00 Uhr (21:00 Uhr MEZ) in Gama                |   |            |           |
| Australien                                                           | – | Nigeria    | 2:1 (1:1) |
| 1. November 2019 um 17:00 Uhr (21:00 Uhr MEZ) in Goiânia (Olímpico)  |   |            |           |
| Ungarn                                                               | – | Ecuador    | 2:3 (0:0) |

### Gruppe C
| Pl. | Land       | Sp. | S | U | N | Tore    | Diff. | Punkte |
| --- | ---------- | --- | - | - | - | ------- | ----- | ------ |
| 1.  | Frankreich | 3   | 3 | 0 | 0 | 007:100 | +6    | 09     |
| 2.  | Südkorea   | 3   | 2 | 0 | 1 | 005:500 | ±0    | 06     |
| 3.  | Chile      | 3   | 1 | 0 | 2 | 005:600 | −1    | 03     |
| 4.  | Haiti      | 3   | 0 | 0 | 3 | 003:800 | −5    | 0      |

|                                                                     |   |            |           |
| 27. Oktober 2019 um 17:00 Uhr (21:00 Uhr MEZ) in Goiânia (Serrinha) |   |            |           |
| Frankreich                                                          | – | Chile      | 2:0 (0:0) |
| 27. Oktober 2019 um 20:00 Uhr (00:00 MEZ) in Goiânia (Serrinha)     |   |            |           |
| Südkorea                                                            | – | Haiti      | 2:1 (2:0) |
| 30. Oktober 2019 um 17:00 Uhr (21:00 Uhr MEZ) in Goiânia (Serrinha) |   |            |           |
| Südkorea                                                            | – | Frankreich | 1:3 (0:2) |
| 30. Oktober 2019 um 20:00 Uhr (00:00 MEZ) in Goiânia (Serrinha)     |   |            |           |
| Chile                                                               | – | Haiti      | 4:2 (2:1) |
| 2. November 2019 um 17:00 Uhr (21:00 Uhr MEZ) in Cariacica          |   |            |           |
| Chile                                                               | – | Südkorea   | 1:2 (1:2) |
| 2. November 2019 um 17:00 Uhr (21:00 Uhr MEZ) in Goiânia (Serrinha) |   |            |           |
| Haiti                                                               | – | Frankreich | 0:2 (0:0) |

### Gruppe D
| Pl. | Land        | Sp. | S | U | N | Tore    | Diff. | Punkte |
| --- | ----------- | --- | - | - | - | ------- | ----- | ------ |
| 1.  | Japan       | 3   | 2 | 1 | 0 | 004:000 | +4    | 07     |
| 2.  | Senegal     | 3   | 2 | 0 | 1 | 007:300 | +4    | 06     |
| 3.  | Niederlande | 3   | 1 | 0 | 2 | 005:600 | −1    | 03     |
| 4.  | USA         | 3   | 0 | 1 | 2 | 001:800 | −7    | 01     |

|                                                                 |   |             |           |
| 27. Oktober 2019 um 17:00 Uhr (21:00 MEZ) in Cariacica          |   |             |           |
| USA                                                             | – | Senegal     | 1:4 (1:1) |
| 27. Oktober 2019 um 20:00 Uhr (00:00 MEZ) in Cariacica          |   |             |           |
| Japan                                                           | – | Niederlande | 3:0 (1:0) |
| 30. Oktober 2019 um 17:00 Uhr (21:00 MEZ) in Cariacica          |   |             |           |
| Niederlande                                                     | – | Senegal     | 1:3 (1:0) |
| 30. Oktober 2019 um 20:00 Uhr (00:00 MEZ) in Cariacica          |   |             |           |
| USA                                                             | – | Japan       | 0:0       |
| 2. November 2019 um 20:00 Uhr (00:00 MEZ) in Goiânia (Serrinha) |   |             |           |
| Niederlande                                                     | – | USA         | 4:0 (1:0) |
| 2. November 2019 um 20:00 Uhr (00:00 MEZ) in Cariacica          |   |             |           |
| Senegal                                                         | – | Japan       | 0:1 (0:0) |

### Gruppe E
| Pl. | Land          | Sp. | S | U | N | Tore    | Diff. | Punkte |
| --- | ------------- | --- | - | - | - | ------- | ----- | ------ |
| 1.  | Spanien       | 3   | 2 | 1 | 0 | 007:100 | +6    | 07     |
| 2.  | Argentinien   | 3   | 2 | 1 | 0 | 006:200 | +4    | 07     |
| 3.  | Tadschikistan | 3   | 1 | 0 | 2 | 003:800 | −5    | 03     |
| 4.  | Kamerun       | 3   | 0 | 0 | 3 | 001:600 | −5    | 0      |

|                                                            |   |               |           |
| 28. Oktober 2019 um 17:00 Uhr (21:00 Uhr MEZ) in Cariacica |   |               |           |
| Spanien                                                    | – | Argentinien   | 0:0       |
| 28. Oktober 2019 um 20:00 Uhr (00:00 Uhr MEZ) in Cariacica |   |               |           |
| Tadschikistan                                              | – | Kamerun       | 1:0 (0:0) |
| 31. Oktober 2019 um 17:00 Uhr (21:00 Uhr MEZ) in Cariacica |   |               |           |
| Spanien                                                    | – | Tadschikistan | 5:1 (4:1) |
| 31. Oktober 2019 um 20:00 Uhr (00:00 MEZ) in Cariacica     |   |               |           |
| Kamerun                                                    | – | Argentinien   | 1:3 (1:0) |
| 3. November 2019 um 17:00 Uhr (21:00 MEZ) in Gama          |   |               |           |
| Kamerun                                                    | – | Spanien       | 0:2 (0:0) |
| 3. November 2019 um 17:00 Uhr (21:00 MEZ) in Cariacica     |   |               |           |
| Argentinien                                                | – | Tadschikistan | 3:1 (2:0) |

### Gruppe F
| Pl. | Land      | Sp. | S | U | N | Tore    | Diff. | Punkte |
| --- | --------- | --- | - | - | - | ------- | ----- | ------ |
| 1.  | Paraguay  | 3   | 2 | 1 | 0 | 009:100 | +8    | 07     |
| 2.  | Italien   | 3   | 2 | 0 | 1 | 008:300 | +5    | 06     |
| 3.  | Mexiko    | 3   | 1 | 1 | 1 | 009:200 | +7    | 04     |
| 4.  | Salomonen | 3   | 0 | 0 | 3 | 000:200 | −20   | 0      |

|                                                            |   |           |           |
| 28. Oktober 2019 um 17:00 Uhr (21:00 MEZ) in Gama          |   |           |           |
| Salomonen                                                  | – | Italien   | 0:5 (0:3) |
| 28. Oktober 2019 um 20:00 Uhr (00:00 MEZ) in Gama          |   |           |           |
| Paraguay                                                   | – | Mexiko    | 0:0       |
| 31. Oktober 2019 um 17:00 Uhr (21:00 MEZ) in Gama          |   |           |           |
| Salomonen                                                  | – | Paraguay  | 0:7 (0:2) |
| 31. Oktober 2019 um 20:00 Uhr (00:00 MEZ) in Gama          |   |           |           |
| Mexiko                                                     | – | Italien   | 1:2 (0:0) |
| 3. November 2019 um 20:00 Uhr (00:00 Uhr MEZ) in Cariacica |   |           |           |
| Mexiko                                                     | – | Salomonen | 8:0 (3:0) |
| 3. November 2019 um 20:00 Uhr (00:00 MEZ) in Gama          |   |           |           |
| Italien                                                    | – | Paraguay  | 1:2 (1:1) |

### Tabelle der Gruppendritten
Für die Rangfolge der Gruppendritten gelten folgende Kriterien:
1. Anzahl Punkte aus allen Gruppenspielen
2. Tordifferenz aus allen Gruppenspielen
3. Anzahl der in allen Gruppenspielen erzielten Tore
4. geringere Anzahl an Fair-Play-Punkten (FP)
5. Losentscheid

| 1. | Mexiko (F)        | 3 | 1 | 1 | 1 | 009:200 | +7 | 04 | 4 | 0 | 2 | −13 |
| 2. | Australien (B)    | 3 | 1 | 1 | 1 | 005:500 | ±0 | 04 | 4 | 0 | 0 | −4  |
| 3. | Chile (C)         | 3 | 1 | 0 | 2 | 005:600 | −1 | 03 | 4 | 0 | 0 | −4  |
| 4. | Niederlande (D)   | 3 | 1 | 0 | 2 | 005:600 | −1 | 03 | 5 | 0 | 1 | −9  |
| 5. | Neuseeland (A)    | 3 | 1 | 0 | 2 | 002:500 | −3 | 03 | 6 | 0 | 0 | −6  |
| 6. | Tadschikistan (E) | 3 | 1 | 0 | 2 | 003:800 | −5 | 03 | 2 | 1 | 0 | −9  |

## Finalrunde
Sollten in der K.o.-Runde Spiele nach 90 Minuten unentschieden stehen, werden diese im Anschluss direkt durch ein Elfmeterschießen ohne vorherige Verlängerung entschieden.

|  | Achtelfinale | Achtelfinale | Achtelfinale |            |             | Viertelfinale    | Viertelfinale    | Viertelfinale    |   |  | Halbfinale | Halbfinale | Halbfinale |  |  | Finale | Finale | Finale |
|  |              |              |              |            |             |                  |                  |                  |   |  |            |            |            |  |  |        |        |        |
|  | A2           | Angola       | 0            |            |             |                  |                  |                  |   |  |            |            |            |  |  |        |        |        |
|  | C2           | Südkorea     | 1            |            |             |                  |                  |                  |   |  |            |            |            |  |  |        |        |        |
|  | C2           | Südkorea     | 1            |            | Südkorea    | 0                |                  |                  |   |  |            |            |            |  |  |        |        |        |
|  |              |              |              |            | Südkorea    | 0                |                  |                  |   |  |            |            |            |  |  |        |        |        |
|  |              |              |              | Mexiko     | 1           |                  |                  |                  |   |  |            |            |            |  |  |        |        |        |
|  | D1           | Japan        | 0            | Mexiko     | 1           |                  |                  |                  |   |  |            |            |            |  |  |        |        |        |
|  | D1           | Japan        | 0            |            |             |                  |                  |                  |   |  |            |            |            |  |  |        |        |        |
|  | F3           | Mexiko       | 2            |            |             |                  |                  |                  |   |  |            |            |            |  |  |        |        |        |
|  | F3           | Mexiko       | 2            |            | Mexiko      | 1 (4)E           |                  |                  |   |  |            |            |            |  |  |        |        |        |
|  |              |              |              |            |             |                  |                  |                  |   |  |            |            |            |  |  |        |        |        |
|  |              |              | Niederlande  | 1 (3)      |             |                  |                  |                  |   |  |            |            |            |  |  |        |        |        |
|  | B1           | Nigeria      | Niederlande  | 1 (3)      | 1           |                  |                  |                  |   |  |            |            |            |  |  |        |        |        |
|  | B1           | Nigeria      |              |            |             |                  |                  |                  |   |  |            |            |            |  |  |        |        |        |
|  | D3           | Niederlande  | 3            |            |             |                  |                  |                  |   |  |            |            |            |  |  |        |        |        |
|  | D3           | Niederlande  | 3            |            | Niederlande | 4                |                  |                  |   |  |            |            |            |  |  |        |        |        |
|  |              |              |              |            | Niederlande | 4                |                  |                  |   |  |            |            |            |  |  |        |        |        |
|  |              |              |              | Paraguay   | 1           |                  |                  |                  |   |  |            |            |            |  |  |        |        |        |
|  | F1           | Paraguay     | 3            | Paraguay   | 1           |                  |                  |                  |   |  |            |            |            |  |  |        |        |        |
|  | F1           | Paraguay     | 3            |            |             |                  |                  |                  |   |  |            |            |            |  |  |        |        |        |
|  | E2           | Argentinien  | 2            |            |             |                  |                  |                  |   |  |            |            |            |  |  |        |        |        |
|  | E2           | Argentinien  | 2            |            | Mexiko      | 1                |                  |                  |   |  |            |            |            |  |  |        |        |        |
|  |              |              |              |            |             |                  |                  |                  |   |  |            |            |            |  |  |        |        |        |
|  |              |              | Brasilien    | 2          |             |                  |                  |                  |   |  |            |            |            |  |  |        |        |        |
|  | E1           | Spanien      | Brasilien    | 2          | 2           |                  |                  |                  |   |  |            |            |            |  |  |        |        |        |
|  | E1           | Spanien      |              |            |             |                  |                  |                  |   |  |            |            |            |  |  |        |        |        |
|  | D2           | Senegal      | 1            |            |             |                  |                  |                  |   |  |            |            |            |  |  |        |        |        |
|  | D2           | Senegal      | 1            |            | Spanien     | 1                |                  |                  |   |  |            |            |            |  |  |        |        |        |
|  |              |              |              |            | Spanien     | 1                |                  |                  |   |  |            |            |            |  |  |        |        |        |
|  |              |              |              | Frankreich | 6           |                  |                  |                  |   |  |            |            |            |  |  |        |        |        |
|  | C1           | Frankreich   | 4            | Frankreich | 6           |                  |                  |                  |   |  |            |            |            |  |  |        |        |        |
|  | C1           | Frankreich   | 4            |            |             |                  |                  |                  |   |  |            |            |            |  |  |        |        |        |
|  | B3           | Australien   | 0            |            |             |                  |                  |                  |   |  |            |            |            |  |  |        |        |        |
|  | B3           | Australien   | 0            |            | Frankreich  | 2                |                  |                  |   |  |            |            |            |  |  |        |        |        |
|  |              |              |              |            |             |                  |                  |                  |   |  |            |            |            |  |  |        |        |        |
|  |              |              | Brasilien    | 3          |             |                  |                  |                  |   |  |            |            |            |  |  |        |        |        |
|  | B2           | Ecuador      | Brasilien    | 3          | 0           |                  |                  |                  |   |  |            |            |            |  |  |        |        |        |
|  | B2           | Ecuador      |              |            |             |                  |                  |                  |   |  |            |            |            |  |  |        |        |        |
|  | F2           | Italien      | 1            |            |             | Spiel um Platz 3 | Spiel um Platz 3 | Spiel um Platz 3 |   |  |            |            |            |  |  |        |        |        |
|  | F2           | Italien      | 1            |            | Italien     | Spiel um Platz 3 | Spiel um Platz 3 | Spiel um Platz 3 | 0 |  |            |            |            |  |  |        |        |        |
|  |              |              |              |            | Italien     | Niederlande      | 1                |                  | 0 |  |            |            |            |  |  |        |        |        |
|  |              |              |              | Brasilien  | 2           | Niederlande      | 1                |                  |   |  |            |            |            |  |  |        |        |        |
|  | A1           | Brasilien    | 3            | Brasilien  | 2           |                  | Frankreich       | 3                |   |  |            |            |            |  |  |        |        |        |
|  | A1           | Brasilien    | 3            |            |             |                  |                  |                  |   |  |            |            |            |  |  |        |        |        |
|  | C3           | Chile        | 2            |            |             |                  |                  |                  |   |  |            |            |            |  |  |        |        |        |

E Sieg im Elfmeterschießen

### Achtelfinale
|                                                                     |   |             |           |
| 5. November 2019 um 16:30 Uhr (20:30 Uhr MEZ) in Goiânia (Olímpico) |   |             |           |
| Angola                                                              | – | Südkorea    | 0:1 (0:1) |
| 5. November 2019 um 20:00 Uhr (00:00 Uhr MEZ) in Goiânia (Olímpico) |   |             |           |
| Nigeria                                                             | – | Niederlande | 1:3 (1:2) |
| 6. November 2019 um 16:30 Uhr (20:30 Uhr MEZ) in Goiânia (Serrinha) |   |             |           |
| Spanien                                                             | – | Senegal     | 2:1 (1:0) |
| 6. November 2019 um 16:30 Uhr (20:30 Uhr MEZ) in Gama               |   |             |           |
| Japan                                                               | – | Mexiko      | 0:2 (0:0) |
| 6. November 2019 um 20:00 Uhr (00:00 Uhr MEZ) in Gama               |   |             |           |
| Brasilien                                                           | – | Chile       | 3:2 (2:2) |
| 6. November 2019 um 20:00 Uhr (00:00 Uhr MEZ) in Goiânia (Serrinha) |   |             |           |
| Frankreich                                                          | – | Australien  | 4:0 (1:0) |
| 7. November 2019 um 16:30 Uhr (20:30 Uhr MEZ) in Cariacica          |   |             |           |
| Ecuador                                                             | – | Italien     | 0:1 (0:0) |
| 7. November 2019 um 20:00 Uhr (00:00 Uhr MEZ) in Cariacica          |   |             |           |
| Paraguay                                                            | – | Argentinien | 3:2 (0:2) |

### Viertelfinale
|                                                                      |   |            |           |
| 10. November 2019 um 16:30 Uhr (20:30 Uhr MEZ) in Cariacica          |   |            |           |
| Niederlande                                                          | – | Paraguay   | 4:1 (2:1) |
| 10. November 2019 um 20:00 Uhr (00:00 Uhr MEZ) in Cariacica          |   |            |           |
| Südkorea                                                             | – | Mexiko     | 0:1 (0:0) |
| 11. November 2019 um 16:30 Uhr (20:30 Uhr MEZ) in Goiânia (Olímpico) |   |            |           |
| Spanien                                                              | – | Frankreich | 1:6 (1:2) |
| 11. November 2019 um 20:00 Uhr (00:00 Uhr MEZ) in Goiânia (Olímpico) |   |            |           |
| Italien                                                              | – | Brasilien  | 0:2 (0:2) |

### Halbfinale
|                                                        |   |             |                      |
| 14. November 2019 um 16:30 Uhr (20:30 Uhr MEZ) in Gama |   |             |                      |
| Mexiko                                                 | – | Niederlande | 1:1 (0:0), 4:3 i. E. |
| 14. November 2019 um 20:00 Uhr (00:00 Uhr MEZ) in Gama |   |             |                      |
| Frankreich                                             | – | Brasilien   | 2:3 (2:0)            |

### Spiel um Platz 3
|                                                     |   |            |           |
| 17. November 2019 um 15 Uhr (19:00 Uhr MEZ) in Gama |   |            |           |
| Niederlande                                         | – | Frankreich | 1:3 (1:1) |

### Finale
| Mexiko                                                                    | Mexiko | Brasilien | Brasilien |
| ------------------------------------------------------------------------- | --- | --- | --------- |
| Mexiko                                                                    | \| Finale \| \| 17. November 2019 um 19:00 Uhr (23:00 Uhr MEZ) in Gama (Estadio Bezerrão) \| \| Ergebnis: 1:2 (0:0) \| \| Zuschauer: 13.843 \| \| Schiedsrichter: Andris Treimanis ( Lettland) \| \| Spielbericht \|                                                    | \| Finale \| \| 17. November 2019 um 19:00 Uhr (23:00 Uhr MEZ) in Gama (Estadio Bezerrão) \| \| Ergebnis: 1:2 (0:0) \| \| Zuschauer: 13.843 \| \| Schiedsrichter: Andris Treimanis ( Lettland) \| \| Spielbericht \|                          | Brasilien |
| Mexiko                                                                    | Eduardo García – Emilio Lara, Víctor Guzmán, Alejandro Gómez, Rafael Ortega – Josué Martínez, Eugenio Pizzuto , Israel Luna (90.+1' Bruce El-Mesmari), Efraín Álvarez (56. Ali Ávila), Bryan González – Santiago Muñoz (76. Joel Gómez) Cheftrainer: Marco Antonio Ruiz | Matheus Donelli – Yan Couto (90.+4' Gustavo García), Henri , Luan Patrick, Patryck Lanza – Diego Rosa, Daniel Cabral, Pedro Lucas (56. Matheus Araújo) – Gabriel Veron, Kaio Jorge, João Peglow (71. Lázaro) Cheftrainer: Guilherme Dalla Déa | Brasilien |
| Mexiko                                                                    | 1:0 González (66.) | 1:1 Jorge (84., Foulelfmeter) 1:2 Lázaro (90.+3') | Brasilien |
| Mexiko                                                                    | Ávila (74.), A. Gómez (90.+6'), J. Gómez (90.+7') | Cabral (63.) | Brasilien |
| Finale                                                                    | | |           |
| 17. November 2019 um 19:00 Uhr (23:00 Uhr MEZ) in Gama (Estadio Bezerrão) | | |           |
| Ergebnis: 1:2 (0:0)                                                       | | |           |
| Zuschauer: 13.843                                                         | | |           |
| Schiedsrichter: Andris Treimanis ( Lettland)                              | | |           |
| Spielbericht                                                              | | |           |

## Auszeichnungen
Nach dem Turnier vergab die Technische Studiengruppe weitere Auszeichnungen. Bis auf den Fair-Play-Award wurden alle Ehrungen von adidas gesponsert.
| Goldener Ball                                        | Silberner Ball                                        | Bronzener Ball                                   |
| ---------------------------------------------------- | ----------------------------------------------------- | ------------------------------------------------ |
| Gabriel Veron                                        | Adil Aouchiche                                        | Eugenio Pizzuto                                  |
| Goldener Schuh                                       | Silberner Schuh                                       | Bronzener Schuh                                  |
| Sontje Hansen (6 Tore, 3 Vorlagen, 528 Spielminuten) | Nathanaël Mbuku (5 Tore, 1 Vorlage, 487 Spielminuten) | Kaio Jorge (5 Tore, 1 Vorlage, 559 Spielminuten) |
| Goldener Handschuh                                   |                                                       |                                                  |
| Matheus Donelli                                      |                                                       |                                                  |
| FIFA Fair-Play-Award                                 |                                                       |                                                  |
| Ecuador                                              |                                                       |                                                  |

## Beste Torschützen
Nachfolgend aufgelistet sind die besten Torschützen der Endrunde. Bei gleicher Anzahl erzielter Tore waren zuerst die höhere Anzahl an Torvorlagen, dann die niedrigere Anzahl an Einsatzminuten ausschlaggebend für die endgültige Platzierung.
| Rang | Spieler                  | Tore | Vorlagen | Spielminuten |
| ---- | ------------------------ | ---- | -------- | ------------ |
| 01   | Sontje Hansen            | 6    | 3        | 528          |
| 02   | Nathanaël Mbuku          | 5    | 1        | 487          |
| 03   | Kaio Jorge               | 5    | 1        | 559          |
| 04   | Arnaud Kalimuendo-Muinga | 5    | 0        | 422          |
| 05   | Efraín Álvarez           | 4    | 2        | 399          |
| 06   | Diego Duarte             | 4    | 1        | 282          |
| 07   | Noah Botic               | 4    | 0        | 360          |
| 08   | Pape Sarr                | 3    | 2        | 270          |
| 09   | Isaac Lihadji            | 3    | 2        | 519          |
| 010  | Gabriel Veron            | 3    | 2        | 616          |
| 011  | Matías Godoy             | 3    | 1        | 221          |
| 012  | Wilfried Gnonto          | 3    | 1        | 227          |
| 013  | Ibrahim Said             | 3    | 1        | 333          |
| 014  | Diego Joel Torres        | 3    | 1        | 360          |
| 015  | Roberto Navarro          | 3    | 1        | 439          |
| 016  | Georginio Rutter         | 3    | 0        | 225          |
| 017  | Germán Valera            | 3    | 0        | 288          |
| 018  | João Peglow              | 3    | 0        | 529          |

Dazu kommen noch 27 weitere Spieler mit 2 Toren, 59 Spieler mit jeweils einem Tor, sowie 6 Eigentorschützen.

## Gesperrte Spieler
Die folgenden Spieler wurden auf Grund einer Roten, einer Gelb-roten oder zweier Gelber Karten in unterschiedlichen Partien für ein oder mehr Spiele gesperrt:
| Spieler           | Vergehen                                                | Sperre im Spiel                                       |
| ----------------- | ------------------------------------------------------- | ----------------------------------------------------- |
| Tayvon Gray       | im Spiel gegen den Senegal                              | Gruppe D gegen Japan                                  |
| Lee Tae-seok      | im Spiel gegen Haiti                                    | Gruppe C gegen Frankreich                             |
| Shuhrat Elmurodov | im Spiel gegen Kamerun                                  | Gruppe E gegen Spanien                                |
| Eugenio Pizzuto   | im Spiel gegen Paraguay                                 | Gruppe F gegen Italien                                |
| Yan Couto         | im Spiel gegen Neuseeland                               | Gruppe A gegen Angola Achtelfinale gegen Chile        |
| Melayro Bogarde   | im Spiel gegen den Senegal                              | Gruppe D gegen die USA                                |
| Ian Maatsen       | im Spiel gegen Japan im Spiel gegen den Senegal         | Gruppe D gegen die USA                                |
| Samuel Jeanty     | im Spiel gegen Chile                                    | Gruppe C gegen Frankreich                             |
| Gael Debongue     | im Spiel gegen Tadschikistan im Spiel gegen Argentinien | Gruppe E gegen Spanien                                |
| Rafael Martinez   | im Spiel gegen Italien                                  | Gruppe F gegen die Salomonen Achtelfinale gegen Japan |
| Tristan Hammond   | im Spiel gegen Ungarn im Spiel gegen Nigeria            | Achtelfinale gegen Frankreich                         |
| David Tati        | im Spiel gegen Haiti im Spiel gegen Südkorea            | Achtelfinale gegen Brasilien                          |
| Mohamed Taabouni  | im Spiel gegen die USA im Spiel gegen Nigeria           | Viertelfinale gegen Paraguay                          |
| Diego             | im Spiel gegen Neuseeland im Spiel gegen Chile          | Viertelfinale gegen Italien                           |
| Rodrigo Melgarejo | im Spiel gegen Mexiko im Spiel gegen Argentinien        | Viertelfinale gegen die Niederlande                   |
| Ki-Jana Hoever    | im Spiel gegen den Senegal im Spiel gegen Paraguay      | Halbfinale gegen Mexiko                               |
| Lucien Agoumé     | im Spiel gegen Haiti im Spiel gegen Spanien             | Halbfinale gegen Brasilien                            |

## Schiedsrichter
Für die Leitung der Turnierspiele wurden von der FIFA insgesamt 20 Schiedsrichtergespanne (bestehend aus jeweils einem Schiedsrichter und zwei Schiedsrichterassistenten) und 17 Videoschiedsrichter (VAR) nominiert. Des Weiteren wurden 5 Unterstützungsschiedsrichter berufen.
| Kontinentalverband | Schiedsrichter      | Schiedsrichterassistent                   | Unterstützungsschiedsrichter   | Videoschiedsrichter                                                                                           |
| ------------------ | ------------------- | ----------------------------------------- | ------------------------------ | --- |
| AFC                | Khamis al-Marri     | Mohammad Dharman Ramzan al-Naemi          | Ko Hyung-jin                   | Yaqoub al-Hammadi Abdulla al-Marri Hiroyuki Kimura                                                            |
| AFC                | Chris Beath         | Anton Shchetinin Ashley Beecham           | Ko Hyung-jin                   | Yaqoub al-Hammadi Abdulla al-Marri Hiroyuki Kimura                                                            |
| AFC                | Ma Ning             | Xiang Shi Yi Cao                          | Ko Hyung-jin                   | Yaqoub al-Hammadi Abdulla al-Marri Hiroyuki Kimura                                                            |
| CAF                | Victor Gomes        | Souru Phatsoane Lionel Andrianantenaina   | Peter Waweru                   | — |
| CAF                | Rédouane Jiyed      | Lahsen Azgaou Mostafa Akarkad             | Peter Waweru                   | — |
| CAF                | Amin Omar           | Attia Amsaaed Mohammed Ibrahim            | Peter Waweru                   | — |
| CONCACAF           | Iván Barton         | David Morán Zachari Zeegelaar             | Juan Gabriel Calderón          | Quetzalli Alvarado Drew Fischer Armando Villarreal                                                            |
| CONCACAF           | Mario Escobar       | Humberto Panjoj Nicholas Andersson        | Juan Gabriel Calderón          | Quetzalli Alvarado Drew Fischer Armando Villarreal                                                            |
| CONCACAF           | Adonai Escobedo     | William Arrieta Micheal Barwegen          | Juan Gabriel Calderón          | Quetzalli Alvarado Drew Fischer Armando Villarreal                                                            |
| CONMEBOL           | Mario Díaz de Vivar | Milcíades Saldíva Roberto Cañete          | Edina Alves Batista Ivo Méndez | Germán Delfino Nicolás Gallo Piero Maza Bráulio da Silva Machado                                              |
| CONMEBOL           | Guillermo Guerrero  | Juan Macias Ricardo Baren                 | Edina Alves Batista Ivo Méndez | Germán Delfino Nicolás Gallo Piero Maza Bráulio da Silva Machado                                              |
| CONMEBOL           | Diego Haro          | Víctor Ráez Michael Orué                  | Edina Alves Batista Ivo Méndez | Germán Delfino Nicolás Gallo Piero Maza Bráulio da Silva Machado                                              |
| CONMEBOL           | Andrés Rojas        | Dionisio Almanza John Sanchez             | Edina Alves Batista Ivo Méndez | Germán Delfino Nicolás Gallo Piero Maza Bráulio da Silva Machado                                              |
| CONMEBOL           | Claudia Umpiérrez   | Luciana Mascaraña Mónica Amboya           | Edina Alves Batista Ivo Méndez | Germán Delfino Nicolás Gallo Piero Maza Bráulio da Silva Machado                                              |
| OFC                | Nick Waldron        | Isaac Trevis Jeremy Garae                 | —                              | — |
| UEFA               | Andreas Ekberg      | Mehmet Culum Stefan Hallberg              | —                              | Luís Godinho Ricardo de Burgos Marco Di Bello Bartosz Frankowski Dennis Higler Craig Pawson Bibiana Steinhaus |
| UEFA               | Srđan Jovanović     | Uros Stojković Milan Mihajlović           | —                              | Luís Godinho Ricardo de Burgos Marco Di Bello Bartosz Frankowski Dennis Higler Craig Pawson Bibiana Steinhaus |
| UEFA               | Georgi Kabakow      | Martin Margaritow Dijan Walkow            | —                              | Luís Godinho Ricardo de Burgos Marco Di Bello Bartosz Frankowski Dennis Higler Craig Pawson Bibiana Steinhaus |
| UEFA               | István Kovács       | Vasile Marinescu Mihai Artene             | —                              | Luís Godinho Ricardo de Burgos Marco Di Bello Bartosz Frankowski Dennis Higler Craig Pawson Bibiana Steinhaus |
| UEFA               | Andris Treimanis    | Haralds Gudermanis Aleksejs Spasjonnikovs | —                              | Luís Godinho Ricardo de Burgos Marco Di Bello Bartosz Frankowski Dennis Higler Craig Pawson Bibiana Steinhaus |